# The Art of Getting By
The Art of Getting By är en amerikansk långfilm från 2011 i regi och manus av Gavin Wiesen, med Freddie Highmore, Emma Roberts, Rita Wilson och Michael Angarano i rollerna.

## Handling
George (Freddie Highmore) är en vanlig tonåring som inte finner någon mening i att göra någonting, varken hemma eller i skolan. För att kunna klara sista året på High School så måste han göra varenda uppgift han missat under senaste året. I hemmet märker George snart att saker och ting inte är som det ska, han ser sin pappa i delar av stan som han inte ska befinna sig i och hans mamma är konstant bekymrad. Mitt i allt träffar George en flicka vid namn Sally (Emma Roberts) som studerar på samma skola och han faller för henne; men har stora problem att uttrycka sina känslor. 

## Rollista
| Freddie Highmore     | – George Zinavoy   |
| Emma Roberts         | – Sally Howe       |
| Michael Angarano     | – Dustin           |
| Alicia Silverstone   | – Ms. Herman       |
| Rita Wilson          | – Vivian Sargent   |
| Blair Underwood      | – Rektor Martinson |
| Elizabeth Reaser     | – Charlotte Howe   |
| Sam Robards          | – Jack Sargent     |
| Marcus Carl Franklin | – Will Sharpe      |
| Sasha Spielberg      | – Zoe Rubenstein   |